# Neocórtex
Neocórtex, "córtex mais recente" é a denominação que recebem todas as áreas mais desenvolvidas do córtex. Recebe este nome pois no processo evolutivo é a região do cérebro mais recentemente derivada. Essas áreas constituem a "capa" neural que recobre os lóbulos pré-frontais e, em especial, os lobos frontais dos mamíferos. É a porção anatomicamente mais complexa do córtex. Separa-se do córtex olfativo por meio de um sulco denominado fissura rinal. Possui diversas camadas celulares e diversas áreas envolvidas com as atividades motoras, intimamente envolvidas com o controle dos movimentos voluntários, e funções sensoriais.
São muito desenvolvidas nos primatas e destaca-se o seu desenvolvimento no Homo sapiens sapiens.

## No humano o Neocórtex
Os humanos o possuem, em sua atual configuração, há não mais de 1 milhão de anos. É uma fina cobertura que recobre a zona externa do cérebro e apresenta uma grande quantidade de sulcos; tem uma espessura de aproximadamente 2 mm e está dividido em seis camadas. Se estendido no plano teria o tamanho de um guardanapo e é esta camada que nos proporciona todas as recordações, conhecimentos, habilidades e experiências acumuladas graças a seus 30 bilhões de neurônios.
O neocórtex consiste na matéria avermelhada que circunda a matéria azulada mais profunda do cerebelo. Ainda que o neocórtex seja liso nos ratos e alguns outros pequenos mamíferos, este tem profundos sulcos e rugas nos primatas e outros mamíferos. Estas dobras servem para aumentar a área do neocórtex. Nos humanos é de aproximadamente o 76 % do volume do cérebro. O neocórtex feminino contém aproximadamente 19 bilhões de neurônios enquanto o neocórtex masculino contém 23 bilhões. Se desconhece o efeito, se é que existe algum, que resulta desta diferença. A estrutura do córtex é relativamente uniforme. Consiste em seis capas horizontais segregadas pela célula tipo, neuronal de entrada, ou célula densa. Os neurônios estão dispostas nas estruturas chamadas colunas neocorticais. Estes são continuidades do neocórtex, com um diâmetro de aproximadamente 0,5 mm e uma profundidade de 2 mm. Cada coluna responde tipicamente a um estímulo sensorial que representa uma certa parte do corpo ou a região da audição ou da visão. Estas colunas são similares e podem ser consideradas como unidades repetidoras das funções básicas do neocórtex. Nos humanos, o neocórtex consiste em aproximadamente meio milhão destas colunas, cada uma das quais contém aproximadamente 60 mil neurônios. neocortex é a parte do cérebro que comanda a razão e o discernimento controlando os instintos e emoções exageradas afastando os fanatismos.